# Peißenberg (gmina)
Peißenberg – gmina targowa w Niemczech, w kraju związkowym Bawaria, w rejencji Górna Bawaria, w regionie Oberland, w powiecie Weilheim-Schongau. Leży około 8 km na południowy zachód od Weilheim in Oberbayern, nad rzeką Amper, przy drodze B472 i linii kolejowej Weilheim in Oberbayern – Landsberg am Lech - Augsburg.

## Demografia
| Rok  | Liczba mieszk. |
| ---- | -------------- |
| 1939 | 6 336          |
| 1949 | 8 340          |
| 1959 | 8 886          |
| 1970 | 9 693          |
| 1981 | 10 631         |
| 1993 | 11 605         |
| 2000 | 12 271         |
| 2005 | 12 503         |

### Struktura wiekowa
Dane o ludności z 31 grudnia 2008:
| Opis                                | Ogółem | Ogółem | Kobiety | Kobiety | Mężczyźni | Mężczyźni |
| ----------------------------------- | ------ | ------ | ------- | ------- | --------- | --------- |
| Jednostka                           | osób   | %      | osób    | %       | osób      | %         |
| Populacja                           | 12 552 | 100    | 6493    | 51,73   | 6059      | 48,27     |
| Wiek przedprodukcyjny (0–17 lat)    | 2502   | 19,93  | 1221    | 9,73    | 1281      | 10,21     |
| Wiek produkcyjny (18–65 lat)        | 7538   | 60,05  | 3809    | 30,35   | 3729      | 29,71     |
| Wiek poprodukcyjny (powyżej 65 lat) | 2512   | 20,01  | 1463    | 11,66   | 1049      | 8,36      |

## Polityka
Wójtem gminy jest Manuela Vanni z SPD, wcześniej urząd ten obejmował Hermann Schnitzer, rada gminy składa się z 24 osób.
|      | CSU/PL | SPD | PBV | Razem |
| 2008 | 10     | 8   | 6   | 24    |
| 2002 | 14     | 7   | 3   | 24    |

## Urodzenie w Peißenberg
- Matthäus Günther – niemiecki malarz

## Współpraca
Miejscowości partnerskie:
- Apremont, Francja od 1980
- Saint-Brevin-les-Pins, Francja od 1986